# Synagoga w Łodzi (ul. Główna 60)
Synagoga w Łodzi – prywatny dom modlitwy znajdujący się w Łodzi przy ulicy Głównej 60, obecnie będącej fragmentem alei Józefa Piłsudskiego.
Synagoga została zbudowana w 1906 roku z inicjatywy niejakiego A. Kryształa. Podczas II wojny światowej hitlerowcy zdewastowali synagogę.